# Шамахинська астрофізична обсерваторія

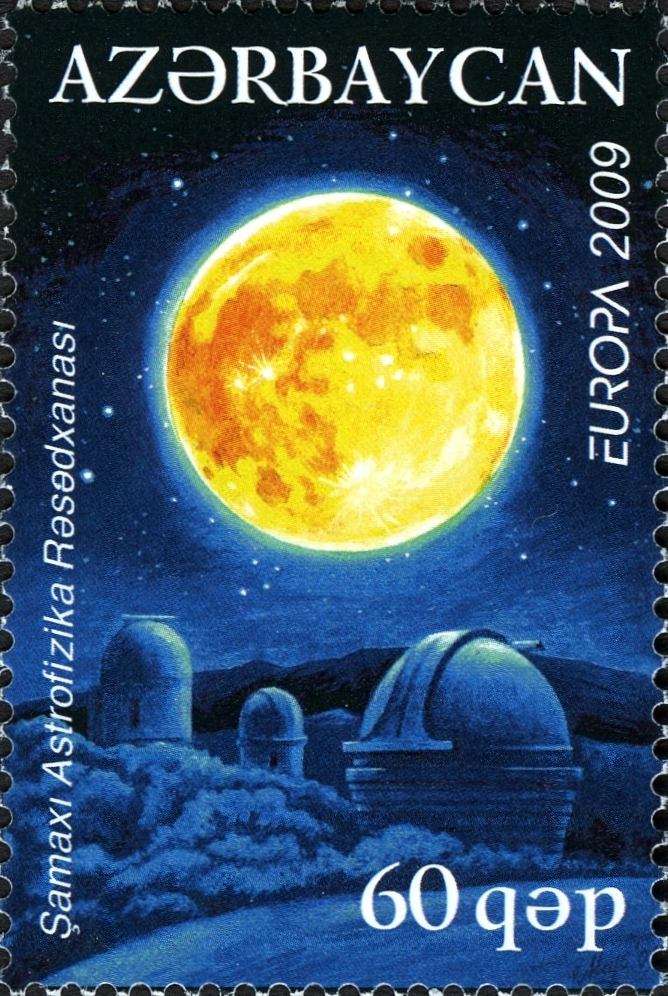
Азербайджанська марка «Шамахинська астрофізична обсерваторія»

Шамахинська астрофізична обсерваторія імені Насіреддіна Тусі (азерб. Nəsirəddin Tusi adına Şamaxı Astrofizika Rəsədxanası) — обсерваторія в Шамахинському районі в Азербайджані, що знаходиться в 22 км від міста Шамахи та в 144 км від міста Баку в південно-східних передгір'ях Великого Кавказького хребта на висоті 1435 м над рівнем моря. Обсерваторією керує Відділ астрофізики Інституту фізики Національної академії наук Азербайджану.

## Історія
Будівництво обсерваторії почалось в 1958 році і вона була офіційно відкрита 13 січня 1960 року. Азербайджанський науковець Юсіф Маммадалієв відіграв значну роль у створенні обсерваторії. На початку свого існування обсерваторія вимірювала поляризацію світла від комети д'Арре.
В 1981 році обсерваторія була названа на честь середньовічного азербайджанського астронома Насіреддіна Тусі. Поруч із обсерваторією було засновано невеличке містечко для проживання у ньому робітників обсерваторії, яке було назване «Піркулі». У вересні 2008 року в обсерваторії почався капітальний ремонт. В результаті були відремонтовані виставковий зал, музей, конференц-зала, зала для лекцій, шість будівель для телескопів і головна адміністративна будівля, а також збудовані їдальня і декілька житлових будинків.

## Телескопи
Головним науковим інструментом в обсерваторії є оптичний телескоп, з діаметром дзеркала 2 метри, виготовлений в НДР і запущений в роботу в 1966 році. Це був перший великий телескоп на Південному Кавказі. Крім нього використовуються такі телескопи:
- Горизонтальний сонячний телескоп з діаметром головного дзеркала 50 см для спектральних досліджень сонячної атмосфери;
- Хромосферно-фотосферний 20/13-сантиметровий телескоп АФР-2 для дослідження Сонця;
- Рефлектор АЗТ-8 з діаметром дзеркала 70 см;
- Рефлектор з діаметром дзеркала 60 см, виготовлений компанією Carl Zeiss;
- Менісковий телескоп системи Максутова з об'єктивною призмою з діаметром вхідного отвору 35 см;
- Телескоп Шмідта[en] АЗТ-15 з діаметром дзеркала 90 см (встановлений в 2013 році).[6]

## Наукова діяльність
Шамахинська обсерваторія зробила великий внесок в радянську наукову програму, а пізніше в науку незалежного Азербайджану у сферах астрофізики та фундаментальної астрономії. Обсерваторія працює переважно в трьох наукових напрямках: фізика зірок, дослідження об'єктів Сонячної системи та Геліофізика. Серед поточних досліджень також є вивчення впливу космічної погоди, історія астрономії, теоретична астрофізика, космологія, геліосейсмологія, радіоастрономія, практична астрономія, небесна механіка, вивчення галактик та динаміка штучних супутників. В 2010-х роках також почали розробку та конструювання таких астрономічних приладів, як Ешелле-спектрографи, які використовуються для дослідження небесних тіл.

## Директори обсерваторії
- Гаджибек Фараджуллаєвич Султанов (1951—1980)[7]
- Октай Хангусейн Гусейнов (1980—?)
- Алік Рза Аббасов (?—?)
- Зохраб Аббасалі Ісмаїлов (?—?)
- Камран Ахмед Гусейнов (?—?)
- Шмідт Буньяд Ахмедов (?—1997)
- Еюб Салах Кулієв (з 1997)

## Галерея

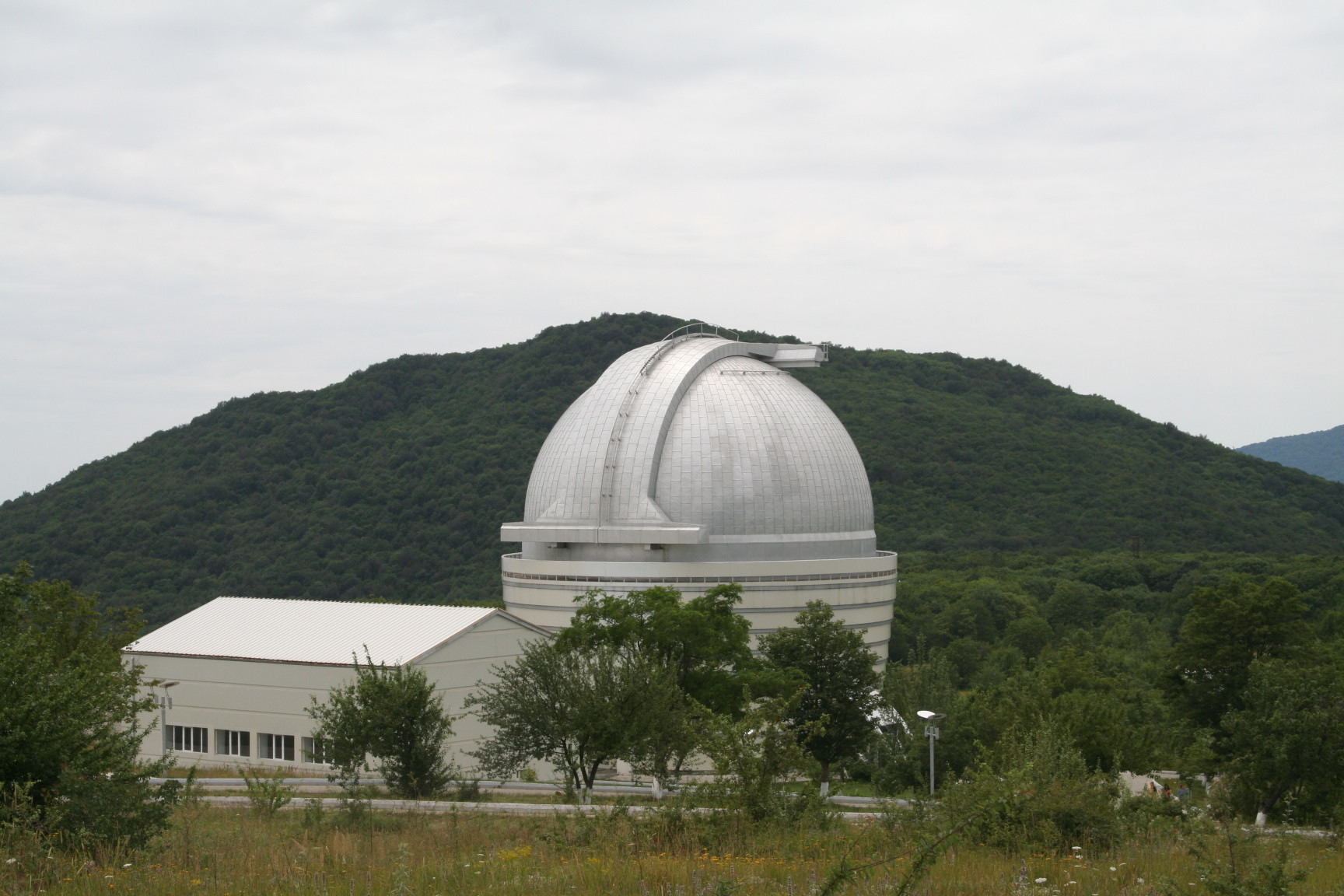
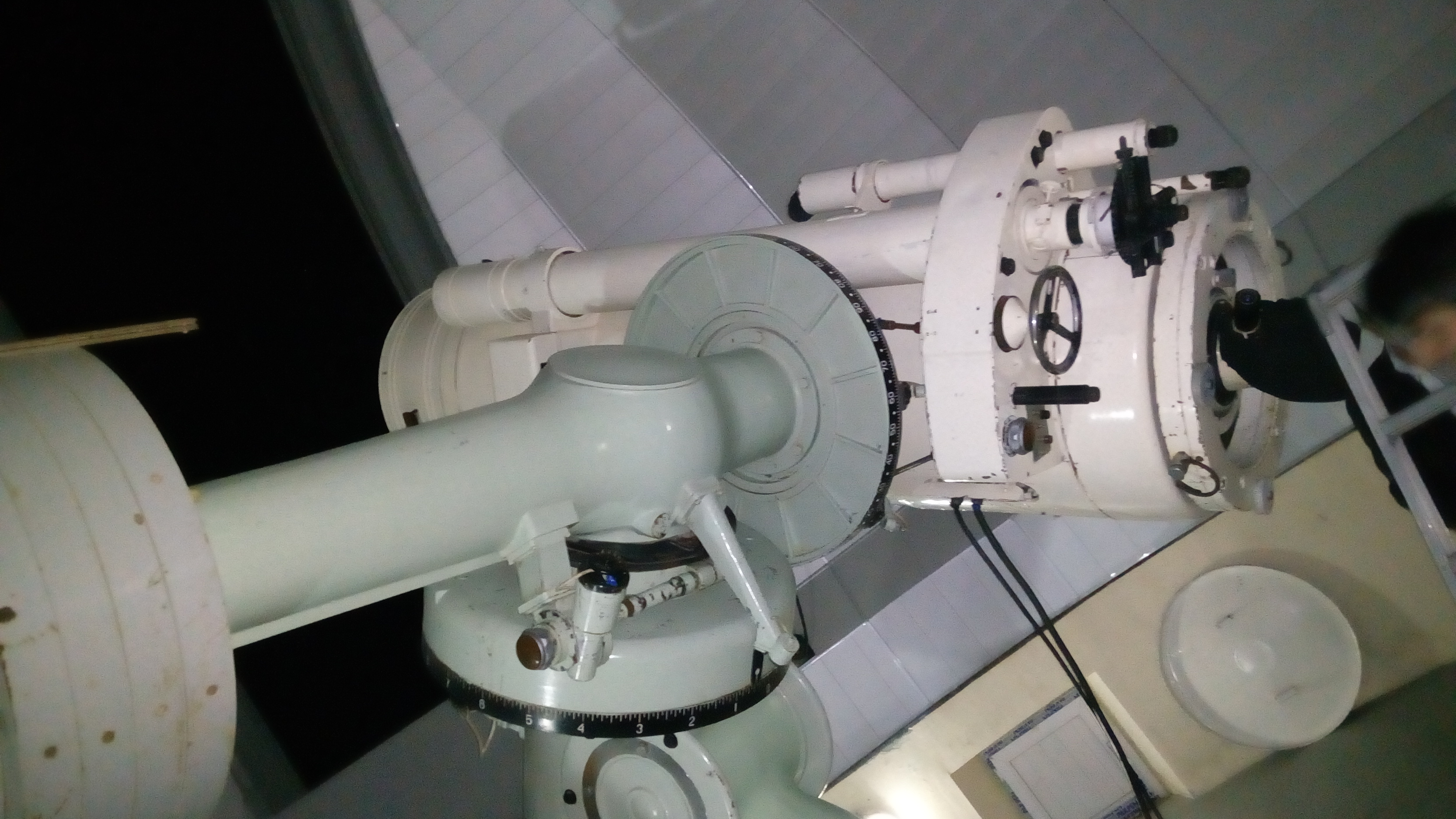